# Talifurleu
Talifurleu ist eine osttimoresische Aldeia im Suco Seloi Craic (Verwaltungsamt Aileu, Gemeinde Aileu). 2015 lebten in der Aldeia 517 Menschen.

## Geographie und Einrichtungen
Die Aldeia Talifurleu liegt im Osten des Sucos Seloi Craic. Südwestlich befindet sich die Aldeia Colihoho, nordwestlich die Aldeia Fatumane und nördlich die Aldeia Raicoalefa. Im Osten und Süden grenzt Talifurleu an den Suco Seloi Malere. Von West nach Nordost durchquert die Überlandstraße von Gleno nach Turiscai die Aldeia. An ihr liegt das Dorf Aibitikeou. Vom Zentrum zweigt eine Straße nach Süden nach Seloi Malere ab. Sie führt durch das Dorf Lidulalan.
In Aibitikeou befindet sich die Zentrale Grundschule Seloi Craic (Escola Básica Central Seloi Craic).

## Politik
2023 wurde Marcelino do Nascimento  zum Chefe de Aldeia gewählt.